# Anthonomus grandis
El gorgojo del algodón (Anthonomus grandis) es un coleóptero que mide unos seis milímetros de largo, que se alimenta de los brotes y flores del algodón. Se cree que es nativo de América Central desde donde migró a Estados Unidos a través de México a finales del siglo XIX y que hacia la década de 1920 ya había infectado todas las zonas de producción de algodón de Estados Unidos, afectando en gran medida la industria y a las personas que trabajaban en el sur de Estados Unidos. Durante finales del siglo XX se convirtió en una plaga muy importante en Sud América. Desde 1978, el Programa de erradicación del gorgojo de algodón en Estados Unidos ha permitido retomar el cultivo del algodón en toda su magnitud en numerosas zonas.
En la actualidad se encuentra en las provincias de Misiones, se espera que su distribución se amplíe hacia otras regiones del país tales como Corrientes, Formosa y Chaco.
Este mismo generó daños colaterales tanto ambientales, dañando la biodiversidad al atacar plantas nativas, sanitarios, los cuales no representan un riesgo directo para la salud humana y económicos, causando pérdidas significativas en la producción de algodón y otros cultivos.
Muchas de sus medidas tomadas fueron:
- monitoreo y seguimiento de la plaga.
- Uso de insecticidas específicos.
- Control biológico mediante la introducción de parasitoides.
- Manejo integrado de plagas (MIP).
- Restricciones a la importación de productos agrícolas.